# Alpe (Aller)
Die Alpe ist ein rund 30 km langer, linker bzw. südlicher Nebenfluss der Aller in Niedersachsen (Deutschland). Ihr Einzugsgebiet liegt im Mündungswinkel von Weser und Aller.

## Geographie

### Verlauf
Das Quellgebiet der Alpe liegt in einem flachwelligen Geestgebiet südlich des Aller-Urstromtals auf dem Gebiet der Stadt Neustadt am Rübenberge, auch Mühlenfelder Land genannt. Die Alpe selbst entspringt dem Westrand der Dudenser Moorsenke. Der dort nach einem Kilometer von links einmündende Graben kommt aus einem nur streckenweise wasserführenden Tal, das immerhin gut drei Kilometer länger ist als das der Alpe. Dessen schmales Einzugsgebiet beginnt an der höchsten Erhebung des Alpe-Einzugsgebietes, dem 106 m hohen Hüttenberg im Grinderwald. Das nach Nordosten gerichtete weite Tal der Alpe verengt sich dann etwas und ist zwischen Bevensen und Laderholz etwa 20 Meter tief in das umgebende Grundmoränenplateau eingesenkt.
Nach Austritt in die Talsandebene des Aller-Urstromtals nimmt die Alpe die nordwestliche Fließrichtung des von rechts mündenden Lutterer Baches auf und folgt damit einer Niederungslinie parallel zum Südrand des Urstromtals, die in der vorletzten Eiszeit als einer von mehreren früheren Verläufen der östlich benachbarten Leine entstanden ist. Dann wendet sich die Alpe nordwärts und wird auf 10 Kilometern Länge im Osten vom Straßendorf Rodewald begleitet. Westlich grenzt das großflächige Lichtenmoor an.
Bei Lichtenhorst schwenkt sie annähernd auf die Nordwestrichtung des von rechts mündenden Neuen Eilter Grabens ein und folgt damit einem saaleeiszeitlichen Verlauf der Aller. In ihrem letzten, wieder nach Norden verlaufenden Laufabschnitt bildet die Alpe die Grenze zwischen der Niederung von Rethem-Moor im Westen und der Talsandebene der Schotenheide im Osten.
Am südlichen Stadtrand von Rethem (Aller) wird die Alpe über den Weißen Graben nach Westen zur kleineren Wölpe geleitet, die dadurch zum größten Nebenfluss der Alpe geworden ist. Dieser Alpe-Wölpe-Umfluter genannte Wasserlauf dient vor allem dem Hochwasserschutz von Rethem. Vor der Umleitung floss die Alpe durch die Rethemer Altstadt und mündete dort in die Aller. Heute liegt die Mündung 1,5 Kilometer weiter nordwestlich im Stadtteil Wohlendorf. Durch diese Maßnahme vergrößerte sich das Einzugsgebiet der Alpe von knapp 200 km² auf 257 km², und die mittlere Wasserführung von gut 1,3 m³/s auf mehr als 1,8 m³/s.

## Name
Der erste Namensbeleg lautete 788 Alapam. Die Grundform *Alapa setzt sich zusammen aus der germanischen Silbe *al- mit der Bedeutung 'anschwellend, überflutend' (ggf. auch 'modrig. faul') sowie der Endung -apa.

## Ökologische Aspekte
In den 1970er Jahren wurde die Alpe begradigt, großenteils auch kanalisiert. Der Fluss hat über den gesamten Verlauf eine gute Wasserqualität (Güteklasse II = mäßig belastet). Der von links einmündende Steimbker Dorfgraben ist stark verschmutzt (Güteklasse III–IV).